# Museum Sønderjylland

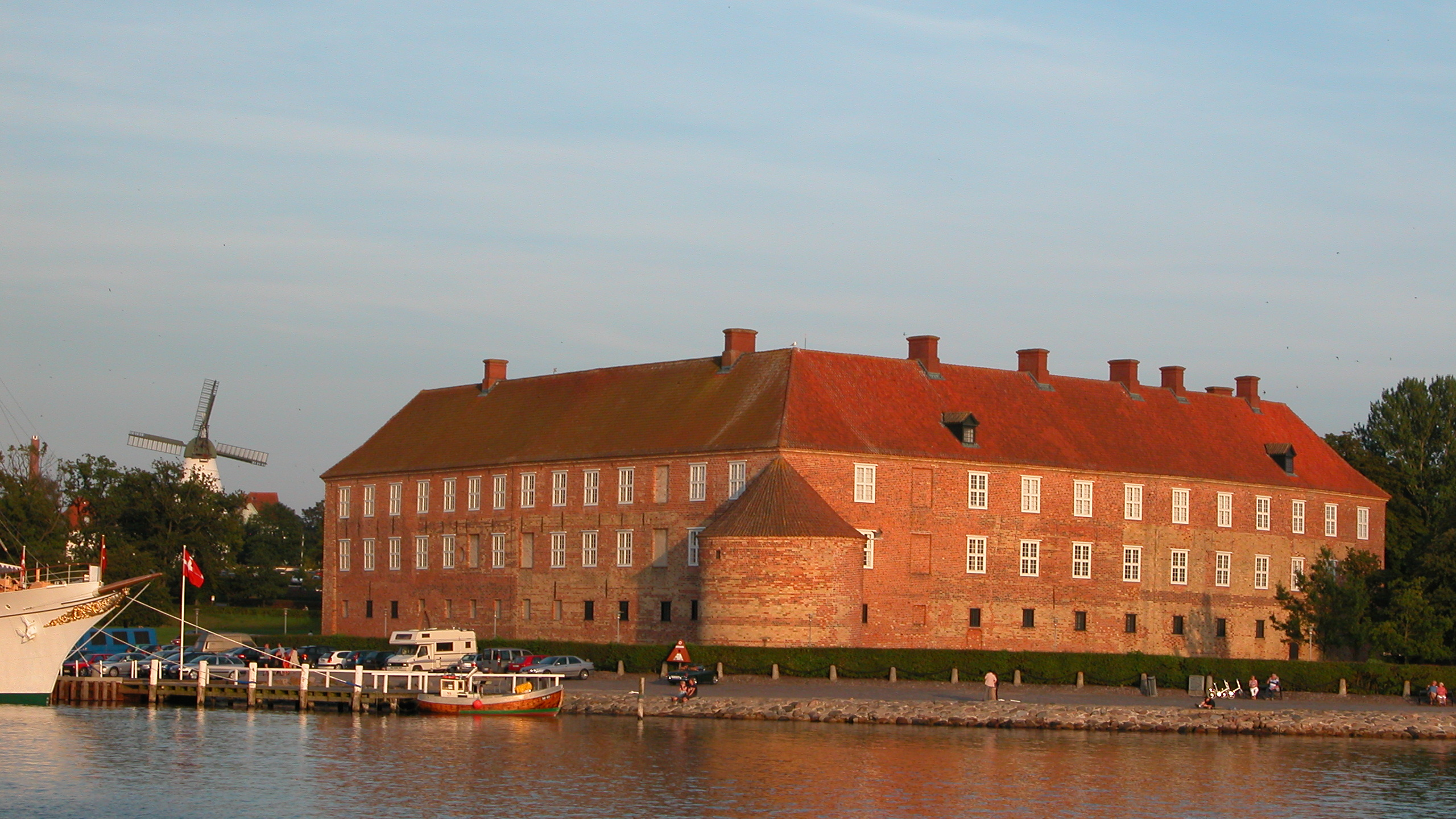
Museet på Sønderborg Slot

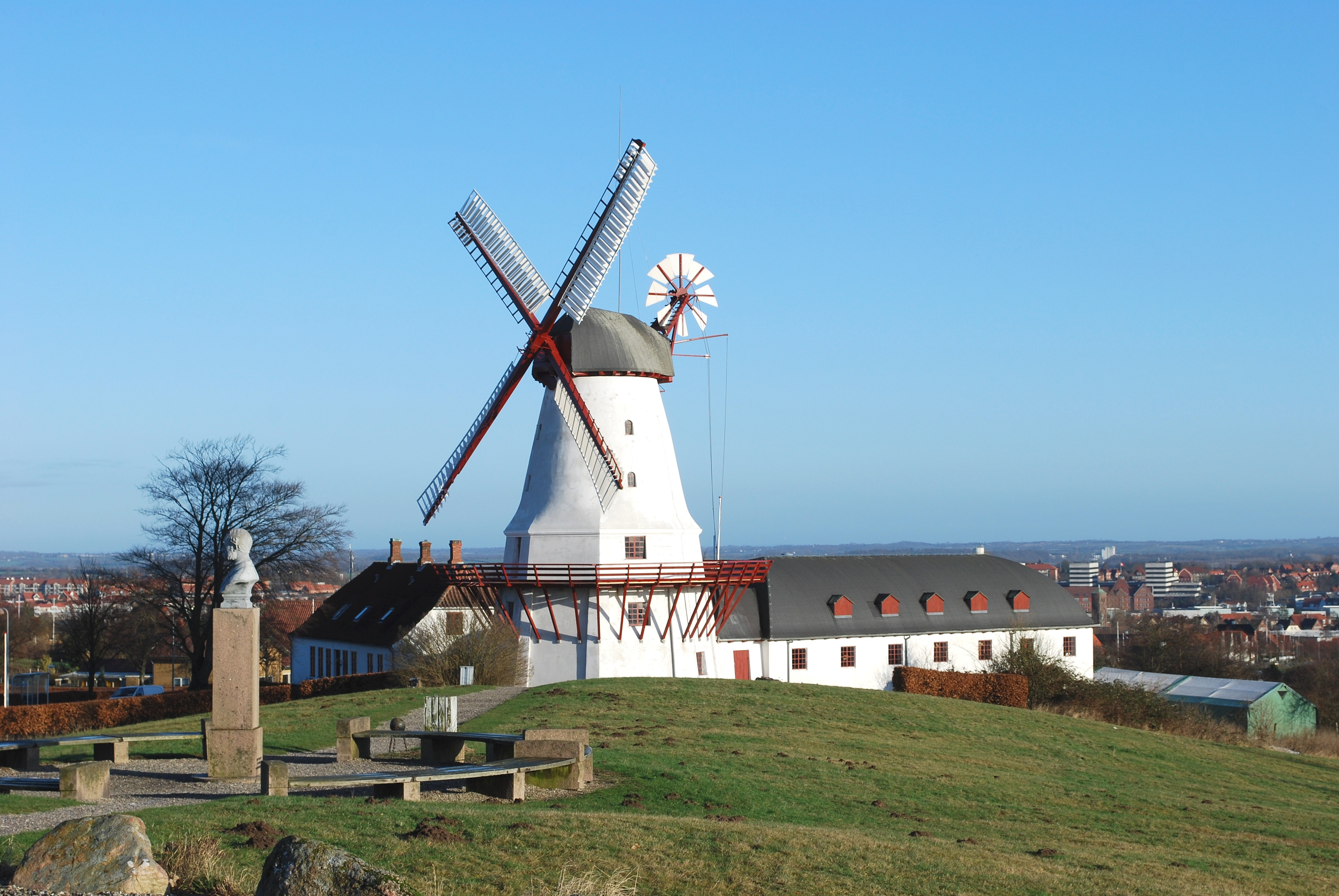
Dybbøl Mølle

Museum Sønderjylland är en sammanslagen organisation för sju museer och institut för lokalhistoria i Sønderjylland.

## Ingående institutioner
- Naturhistorisk museum Gram visar tio miljoner år gamla fossiler, vilka upptäcktes i Grams lergrav vid sidan av museet. (55°18′26.01″N 9°03′45.05″Ö / 55.3072250°N 9.0625139°Ö)
- Arkæologi Haderslev (tidigare Haderslev Museum) (55°15′16″N 9°29′56″Ö / 55.25444°N 9.49889°Ö)
- Kulturhistorie Aabenraa (55°02′41″N 9°25′18″Ö / 55.04472°N 9.42167°Ö)
- Kunstmuseet Brundlund Slot visar olika utställningar med framför allt sydjydska konstnärer, historiska ämnen och samtidskonst. (55°2′21.5″N 9°24′50″Ö / 55.039306°N 9.41389°Ö]
- Museet på Sønderborg Slot visar lokalhistoriska samlingar från medeltiden till nutid med huvudvikt på de slesvigska krigen 1848-1850 och 1864. Dessutom visar museet utställningar om sjöfart, textilier, hantverk och en mindre konstsamling. (54°54′24.74″N 9°47′2.05″Ö / 54.9068722°N 9.7839028°Ö]
- Museum Sønderjylland – Kulturhistorie Tønder är, förutom att vara ett lokalt museum, ett kulturhistoriskt museum med samlingar särskilt från konstindustrin i regionen med allmogemöbler, silverdekorerade tyger från västra Schleswig och knypplingar från Tønder. Museet har en stor samling kakel. (54°55′57.7″N 8°52′3.1″Ö / 54.932694°N 8.867528°Ö)
- Sønderjyllands Kunstmuseum i Tønder har en fast samling av konstverk av företrädesvis yngre danska konstnärer. Museet delar byggnad med "Museum Sønderjylland – Kulturhistorie Tønder" och Vandtårnet. (54°55′57.8″N 8°52′3.2″Ö / 54.932722°N 8.867556°Ö)
- Institut for Sønderjysk Lokalhistorie, Haderslev

## Mindre enheter inom Museum Sønderjylland
- Cathrinesminde tegelbruk vid Flensburgfjorden på Broager Land i Sønderborg (54°52′35.2″N 9°39′21.3″Ö / 54.876444°N 9.655917°Ö)
- Historie Haderslev/Ehlers Lertøjssamling i Haderslev (55°14′59″N 9°29′26″Ö / 55.24972°N 9.49056°Ö)
- Drøhses hus, Tønder (54°56′07″N 8°52′11″Ö / 54.93528°N 8.86972°Ö)
- Slesvigske Vognsamling i Haderslev (55°15′09″N 9°28′26″Ö / 55.25250°N 9.47389°Ö)
- Højer Mølle i Højer (54°57′51″N 8°41′35″Ö / 54.96417°N 8.69306°Ö)
- Hjemsted Oldtidspark, vid Skærbæk, nära Rømø (55°9′10.38″N 8°44′30.29″Ö / 55.1528833°N 8.7417472°Ö) Nedlagt 2019, sålt till privatpersoner för att omvandlas till campingplats.[1]
- Oldemorstoft i Padborg (54°49′35″N 9°21′50″Ö / 54.82651°N 9.36392°Ö)
- Jacob Michelsens gård, Aabenraa (55°03′02″N 9°24′41″Ö / 55.05056°N 9.41139°Ö)
- Zeppelin- & Garnisonsmuseum Tønder (54°57′39″N 8°52′02″Ö / 54.96083°N 8.86722°Ö)

## Utomstående museer som drivs av Museum Sønderjylland
- Historiecenter Dybbøl Banke (54°54′23.87″N 9°45′15.66″Ö / 54.9066306°N 9.7543500°Ö)
- Dybbøl Mølle (54°54′24.95″N 9°45′28.72″Ö / 54.9069306°N 9.7579778°Ö)
- Sønderjysk Skolemuseum, söder om Vamdrup (55°22′41″N 9°16′39″Ö / 55.37806°N 9.27750°Ö)

## Bildgalleri

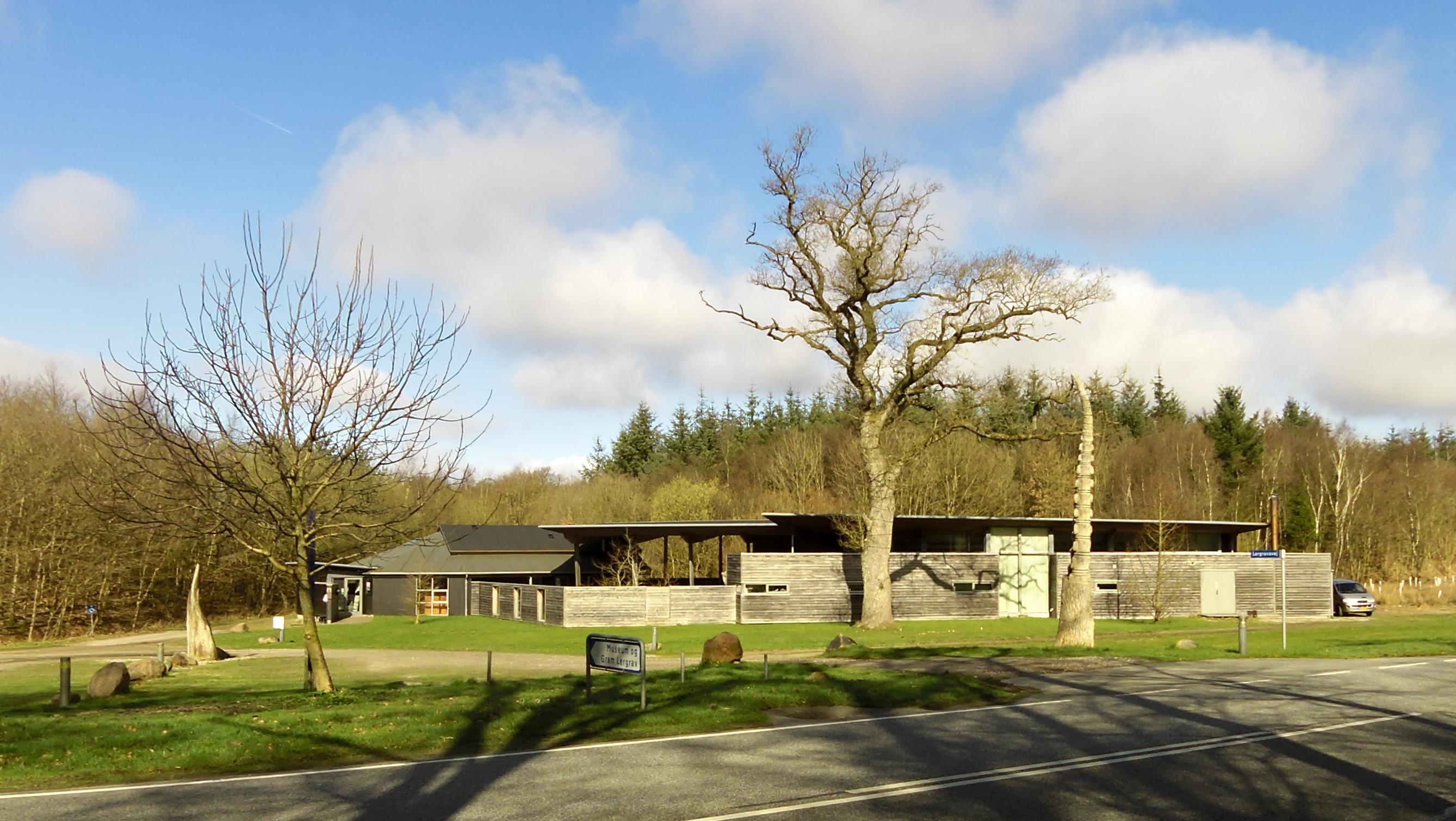
Naturhistorisk museum Gram
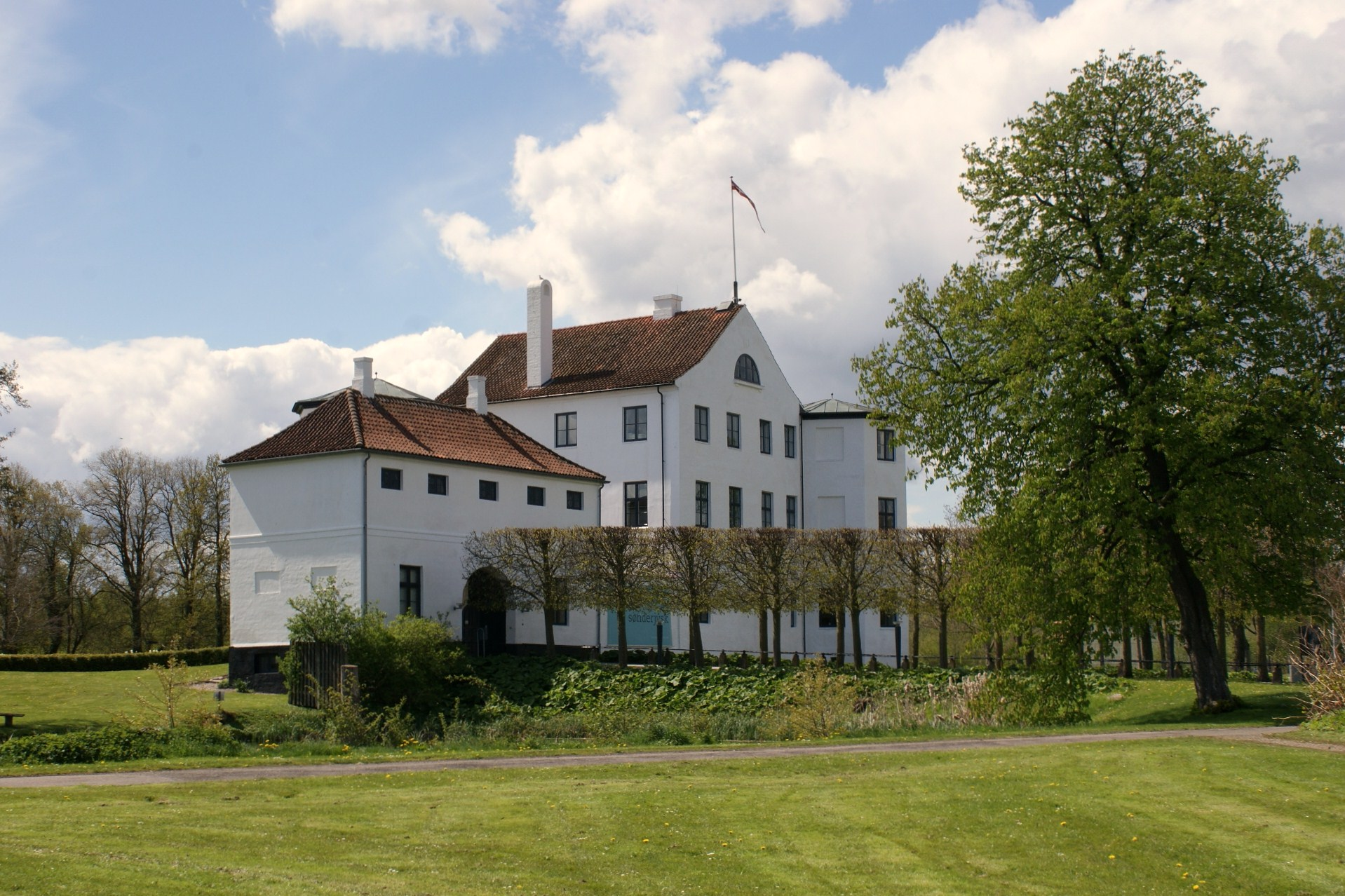
Kunstmuseet Brundlund Slot
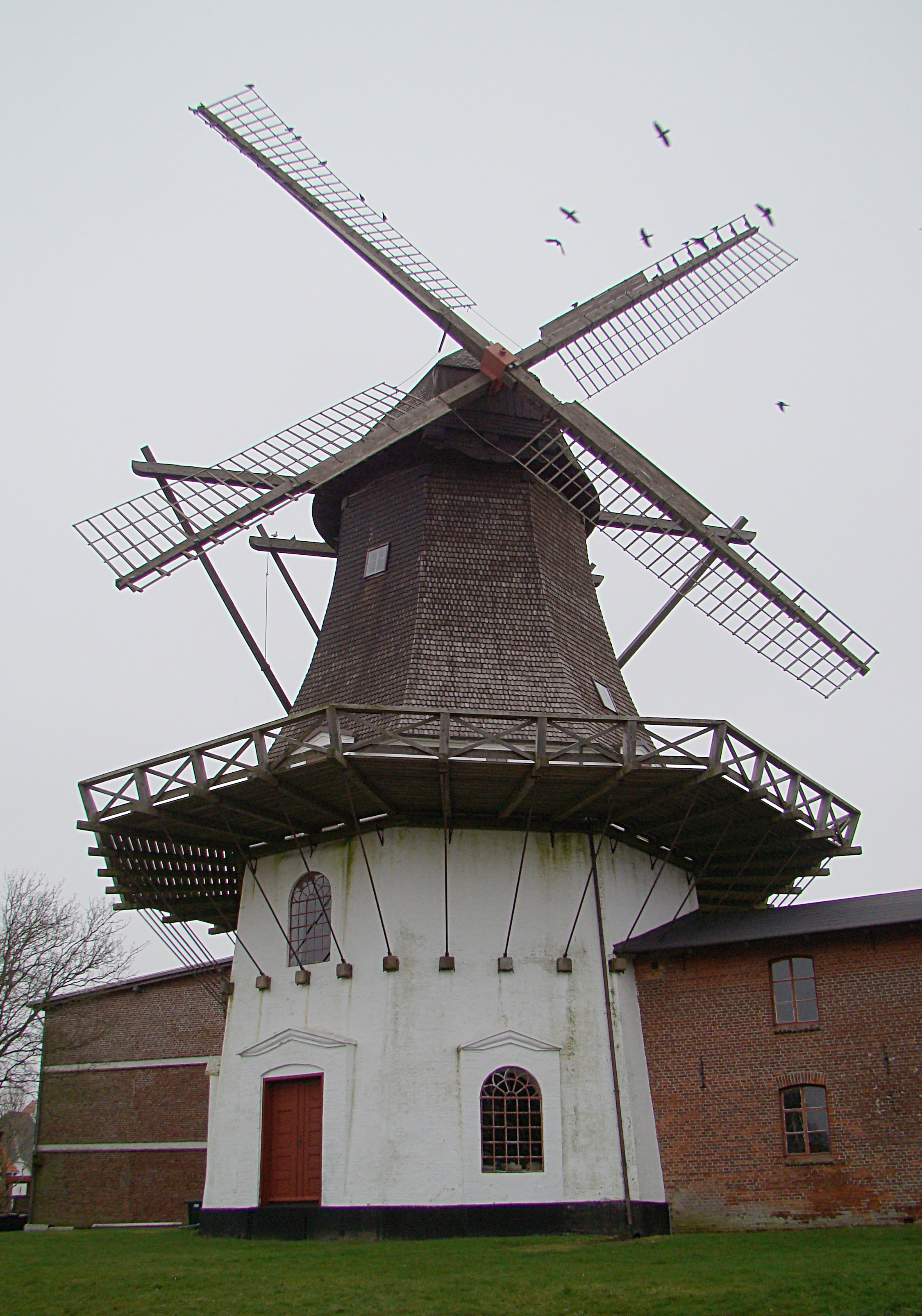
Højer Mölle
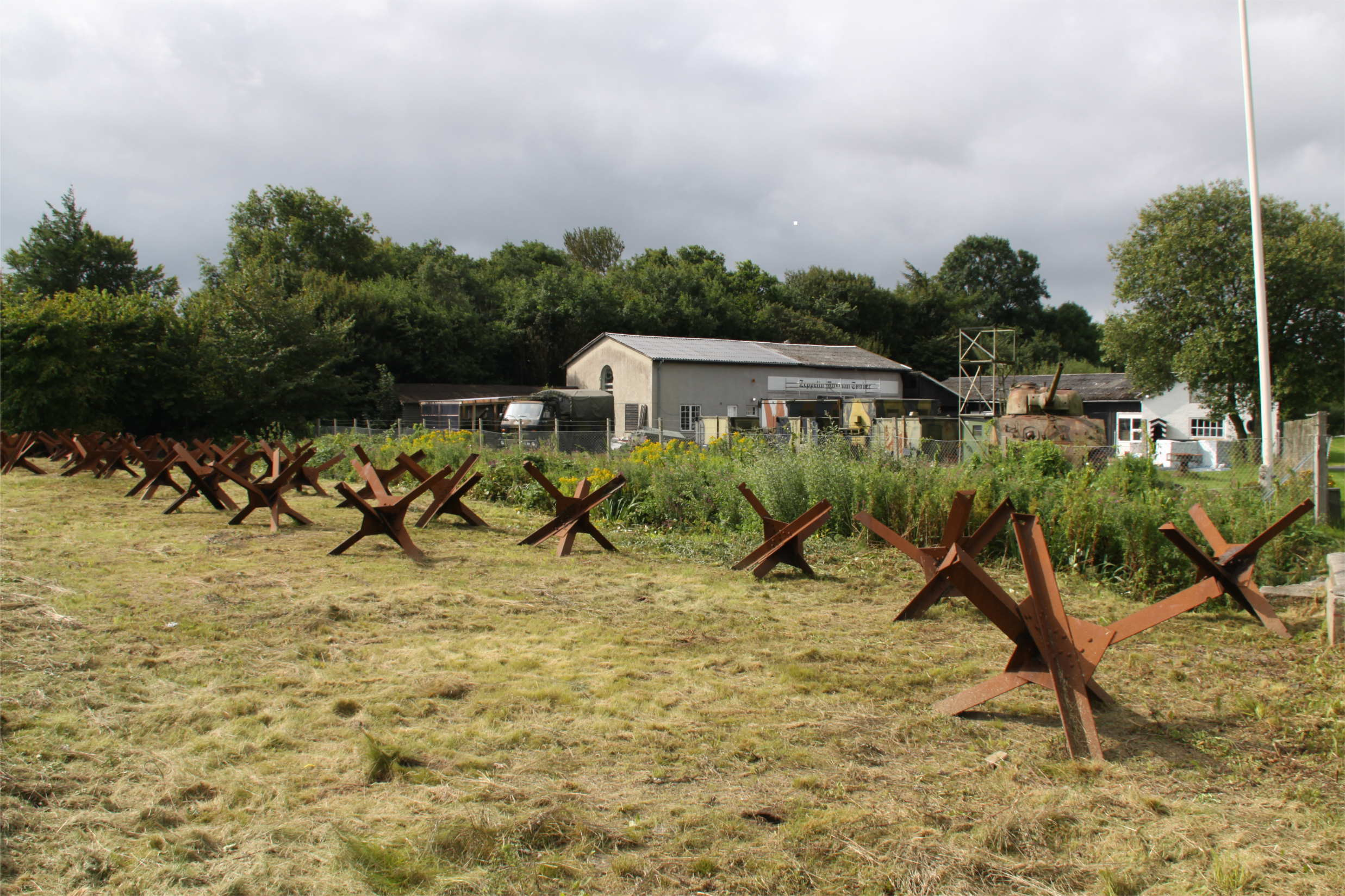
Zeppelin- & Garnisonsmuseum Tønder
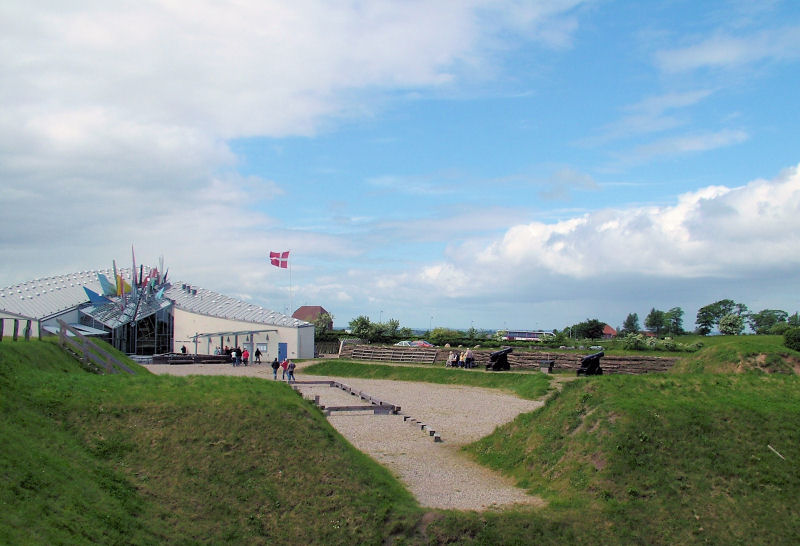
Historiecenter Dybbøl Banke